# Letov Š-32
De Letov Š-32 is een Tsjechoslowaaks hoogdekker passagiers- en vrachtvliegtuig gebouwd door Letov. De Š-32 is ontworpen door ingenieur Alois Šmolík om aan de specificaties van de ČSA voor een vliegtuig voor nachtvluchten tussen Praag, Bratislava, Oezjhorod en Boekarest. De eerste vlucht vond plaats in 1931. In een volledig gesloten cabine kon de Š-32 maximaal zes passagiers, in zijn tijd werd deze geprezen als ruim. De vleugels waren geheel gebouwd uit metaal, de romp was opgebouwd uit stalen buizen die ook grotendeels met metaal was bedekt. Uitzonderingen waren de onderdelen aan de achterkant van het vliegtuig, zoals het staartvlak, die met doek was overspannen. ČSA kocht en beheerde vier Š-32’s, op 26 april 1934 stortte een van deze Š-32’s, de OK-ADB, neer in Karlovy Vary, hierbij vielen geen slachtoffers.

## Specificaties
- Bemanning: 2
- Capaciteit: maximaal 6 passagiers, normaal 4 à 5 passagiers
- Lengte: 11,60 m
- Spanwijdte: 17,24 m
- Hoogte: 2,95 m
- Vleugeloppervlak: 39,90 m2
- Leeggewicht: 1 850 kg
- Startgewicht: 2 760 kg
- Motor: 3× Walter Mars, 108 kW (145 pk) elk
- Maximumsnelheid: 203 km/h
- Plafond: 3 500 km
- Vliegbereik: 600 km

## Gebruikers
- Tsjechoslowakije
  - ČSA – 4 Š-32’s